# Paraleprodera flavoplagiata
Paraleprodera flavoplagiata är en skalbaggsart som beskrevs av Stephan von Breuning 1938. Paraleprodera flavoplagiata ingår i släktet Paraleprodera och familjen långhorningar.
Artens utbredningsområde är Myanmar. Inga underarter finns listade i Catalogue of Life.